# Inga Hense
Inga Sylvia Hense, född i Helsingborg 1919, död 1999, var en svensk målare och konsthantverkare. Hon studerade vid tekniska skolan och konstakademien i Stockholm. Hon målade figurmotiv, stilleben och har gjort gobelänger.